# Janusz Szydłowski (aktor)
Janusz Szydłowski (ur. 30 czerwca 1945) – polski aktor i reżyser, dyrektor Krakowskiego Teatru Variété, związany z Teatrem STU i Teatrem Bagatela w Krakowie.

## Życiorys
W 1969 ukończył krakowską PWST, gdzie jest obecnie wykładowcą. Debiutował w teatrze 18 października 1969.
W 2009 został odznaczony Brązowym Medalem „Zasłużony Kulturze Gloria Artis”.
W sezonie artystycznym 2010/2011 jako reżyser przygotował światową prapremierę musicalu „Mały Lord”, która miała miejsce 12 marca 2011 na scenie Opery Krakowskiej. Od 2015 roku jest dyrektorem naczelnym i artystycznym Krakowskiego Teatru Variété.
Był mąż aktorki Christine Paul-Podlasky.

## Filmografia
- 2007: Licencja na miłość – Ken Kwapis
- 2005: Karol. Człowiek, który został papieżem – Zenon Kliszko
- 1998: Ekstradycja 3 – Jarosław Kita, wiceprezes NBP
- 1998: Jest taki człowiek
- 1983: Na odsiecz Wiedniowi – Falenti, sekretarz Jana III Sobieskiego
- 1981: Miłość ci wszystko wybaczy
- 1980: Powstanie Listopadowe. 1830–1831
- 1977: Zakręt – rewolwerowiec
- 1975: Znikąd donikąd

### Gościnnie
- 2008: Trzeci oficer – ginekolog (odc. 3)
- 2007: Kryminalni – prokurator Roman Spychowski (odc. 78)
- 2006: M jak miłość odc. 409
- 1984: 5 dni z życia emeryta odc. 1 – Śmierć pana Kaliny; odc. 3 – Wigilia – porucznik prowadzący śledztwo w sprawie śmierci Kaliny
- 1982–1986: Blisko, coraz bliżej – odc. 9 – Stąd mój ród. Rok 1920; odc. 10 – Witajcie w domu. Rok 1921/22
- 1978: Ślad na ziemi – odc. 7 – Zmęczeni inżynierowie – inżynier Marczak
- 1976: Polskie drogi – odc. 10 – Himmlerland
- 1974: Ile jest życia – odc. 6 – Nauka chodzenia – lekarz